# O Recado
O Recado (1971) é um filme português de José Fonseca e Costa, a sua primeira ficção. É uma das obras mais representativas do movimento do Novo Cinema  português porque, implantado na tradição realista, se assume, com nova linguagem, como frontal no tema, em esmerados retratos sociais, além do da polícia política do velho regime, agora convertido em marcelismo.

## Ficha artística
- Maria Cabral (Lúcia)
- Paço Nieto (Francisco)
- Luís Filipe Rocha (António)
- José Viana (Maldevivre)
- Luís Marin (Leão de Pedra)
- António Beringela (Beringela)
- Luís Barradas (Tosco)
- Álvaro de Santos (Cara-de-Homem)
- Paula Ferreira (Ana)
- Constança Navarro (mãe)
- Adelaide João (Irmã de Francisco)
- António de Melo Polónio (Polónio)
- Sacadura Bretz (velho pescador)
- Duarte de Almeida (cliente no Tavares)
- Helena Vaz da Silva (cliente no Tavares)
- Teresa Ricou (Tété)
- Fernando Santos Silva
- Abel Viera de Castro
- Maria José
- Lena Alpoim
- Manuel Granjeio Crespo
- António Alberto
- Paulo Gil
- António Gil Chorão

## Festivais
- Festival de Bergamo 1971 (Itália)